# Universidad de Bradford
La Universidad de Bradford es una universidad pública de investigación ubicada en la ciudad de Bradford, Yorkshire del Oeste, Inglaterra. Como universidad placa de vidrio, recibió su carta real en 1966, lo que la convierte en la universidad número 40 que se crea en Gran Bretaña, pero sus orígenes se remontan al establecimiento del Instituto de Mecánica de la ciudad industrial de Yorkshire del Oeste en 1832.
La población estudiantil incluye 7480 estudiantes de pregrado y 2290 estudiantes de posgrado. Los estudiantes maduros constituyen alrededor de un tercio de la comunidad universitaria. Un total del 22% de los estudiantes son extranjeros y proceden de más de 110 países. En 2010 hubo 14.406 solicitudes a la universidad a través de UCAS, de las cuales se aceptaron 3.421.
Fue la primera universidad británica en establecer un Departamento de Estudios de la Paz en 1973, que actualmente es el centro universitario más grande del mundo para el estudio de la paz y los conflictos.